# Cabreuva lucianoi
Cabreuva lucianoi är en skalbaggsart som beskrevs av Martins och Maria Helena M. Galileo 1992. Cabreuva lucianoi ingår i släktet Cabreuva och familjen långhorningar. Inga underarter finns listade.